# Falsotoclinius fragilis
Falsotoclinius fragilis är en skalbaggsart som beskrevs av Rudolph Petrovitz 1980. Falsotoclinius fragilis ingår i släktet Falsotoclinius och familjen Melolonthidae. Inga underarter finns listade i Catalogue of Life.